# Nadvse kratko poročilo o razdejanju Indij
Nadvse kratko poročilo o razdejanju Indij (špansko Brevísima relación de la destrucción de las Indias) je pomembno zgodovinsko delo, ki ga je napisal Bartolomé de las Casas, španski zgodovinar, dominikanski menih in družbeni reformator. Knjiga razkriva uničujoče posledice evropske kolonizacije in zverinska dejanja, ki so jih španski osvajalci storili nad staroselci v Amerikah v 16. stoletju. Las Casas, znan po svojem zagovarjanju pravic staroselcev, je igral ključno vlogo pri izzivanju prevladujočega kolonialnega razmišljanja v svojem času.

## Življenje Bartoloméja de las Casasa
Bartolomé de las Casas se je rodil leta 1484 v Sevilji v Španiji, v družini trgovcev. Sledil je karieri v pravu in prejel odlično izobrazbo. Leta 1502 je odpotoval v Hispaniolo (današnja Dominikanska republika in Haiti) kot del odprave pod vodstvom Nicolása de Ovanda. Kmalu je pridobil obsežno zemljiško posest in sužnje, kar je bilo takrat običajno.
Vendar ga je globoko pretreslo pričevanje o zlorabah in suženjstvu domorodnih ljudstev. Leta 1514 je doživel duhovno preobrazbo in se odrekel svoji encomendi, ter postal dominikanski menih. To je označilo začetek njegovega življenjskega zavezanosti obrambi pravic domorodcev in obsojanju krutosti evropske kolonizacije.
Nadvse kratko poročilo o razdejanju Indij je Las Casas objavil leta 1542 v španski Sevilji. Knjiga je eno prvih in najobsežnejših kronik zverinskih dejanj, ki so jih španski osvajalci storili v Amerikah. Njen namen je bil razkriti nasilje, suženjstvo in prisilno delo, ki so ga prenašala domorodna ljudstva, predvsem v Karibih in regiji, znani kot Nova Španija (današnja Mehika).

## Vsebina in struktura knjige
Knjiga Nadvse kratko poročilo o razdejanju Indij je močen in pretresljiv zgodovinski dokument, ki razkriva brutalne in uničujoče posledice evropske kolonizacije v Amerikah v 16. stoletju. Napisal ga je Bartolomé de las Casas in knjiga ponuja podroben in celovit opis grozot, ki so jih španski osvajalci zagrešili nad domorodnimi ljudstvi.
Vsebina knjige je razdeljena na tri dele, vsak del prikaže različne vidike kolonizacijskega procesa in njegov vpliv na domorodno prebivalstvo.
Prvi del knjige opisuje začetne stike med španskimi osvajalci in domorodnimi ljudstvi. Las Casas živo prikaže nasilje in zatiranje, saj so Španci skušali uveljaviti svojo prevlado in izkoriščati vire na novo odkritih ozemelj. Opisuje suženjstvo domorodnih ljudi, prisilno delo in kruto obravnavo, ki so jo prenašali od osvajalcev. Las Casas poudarja izgubo življenj in uničenje celotnih domorodnih skupnosti, ki jih je povzročilo širjenje bolezni, ki so jih Evropejci prinesli s seboj, kot na primer črne koze, proti katerim domorodci niso imeli imunosti.
Drugi del knjige se poglobi v grozote, ki so jih zagrešili številni španski osvajalci in uradniki. Las Casas podaja pretresljive in podrobne opise množičnih pobijanj, mučenja in zlorab, ki so bile izvajane nad domorodnimi ljudstvi. Razkriva metode, ki so jih osvajalci uporabljali za podjarmljanje in izkoriščanje domorodnih prebivalcev, med njimi tudi encomienda sistem, ki je španskim kolonistom podeljeval pravico do uporabe domorodnega dela v zameno za njihovo »zaščito« in spreobrnitev v krščanstvo. Las Casas poudarja ogromno trpljenje, ki so ga domorodna ljudstva prenašala, in upodablja temačno sliko kršitev človekovih pravic, ki so bile zagrešene v imenu osvajanja in nabiranja bogastva.
V tretjem delu knjige Las Casas predstavlja svoje predloge za reforme in zaščito domorodnih ljudstev. Strastno se zavzema za priznanje njihovih prirojenih pravic in dostojanstva ter poziva k prenehanju krute obravnave in izkoriščanja, s katerimi so se srečevali. Las Casas predlaga, da bi morali Španci domorodne ljudi obravnavati z spoštovanjem in pravičnostjo ter zagovarja uvedbo pravičnih politik, ki bi varovale njihovo blaginjo in zagotovile njihovo svobodo. Poudarja pomembnost verske spreobrnitve skozi mirne poti in obsoja uporabo sile ali prisile.

Skozi celotno knjigo Las Casas podaja specifične primere in pričevanja, s čimer podpira svoje trditve, kar kjnigo naredi prepričljivo. Njegovo natančno dokumentiranje grozot služi temu, da šokira in vznemirja bralce, z namenom, da prebudi njihovo moralno zavest in pritegne pozornost k nujni potrebi po reformi in pravičnosti.
 Vsebina knjige Nadvse kratko poročilo o razdejanju Indij je globoko zaskrbljujoča, a kljub temu služi kot ključni zgodovinski vir, ki osvetljuje temno stran evropske kolonizacije. Las Casasova natančnost pri podajanju podrobnosti in njegovo strastno zagovarjanje pravic domorodnih ljudstev knjigo naredijo močno in podajo kritiko nečloveške obravnave domorodnih prebivalcev v obdobju kolonizacije.
Z izpostavljanjem nasilja, zatiranja in izkoriščanja, ki so jih izvajali španski osvajalci, delo Las Casasa predstavlja pomemben prispevek k razumevanju zgodovinskih krivic, ki so jih trpela domorodna prebivalstva v Amerikah. Še danes služi kot glasno opozorilo za priznanje in ohranjanje pravic domorodnih ljudstev ter kot opomin na pomembnost priznavanja in naslavljanja preteklih grozot.

## Dediščina in vpliv
Delo Las Casasa je postavilo temelje za obrambo pravic domorodcev v Amerikah. Njegova pisanja so izzvala prevladujočo predstavo o evropski prevladi in vprašala utemeljitev za podjarmljanje domorodnih ljudstev. Čeprav se njegova predlagana alternativa afriškega suženjstva danes šteje za problematično, je njegovo zavzemanje za pravice domorodnih ljudstev postavilo pomemben precedens za prihodnje gibanje, ki si prizadeva za pravičnost in enakost.
Las Casas je delal na družbenih reformah vse do svoje smrti leta 1566, za sabo pa je pustil obsežno pisno zapuščino. Njegove ideje in argumenti so oblikovali kasnejše razprave o kolonizaciji, človekovih pravicah in etičnih odgovornostih držav do ranljivih populacij.
Nadvse kratko poročilo o razdejanju Indij ostaja temeljno delo v zgodovini kolonializma in boja za pravice domorodcev. Bartolomé de las Casas, njen avtor, je odigral ključno vlogo pri izzivanju brutalnih praks evropske kolonizacije in si prizadeval za bolj pravično obravnavo domorodnih ljudstev. Njegovo delo še naprej navdihuje raziskovalce, aktiviste in odločevalce, da se spopadejo z krivicami preteklosti in si prizadevajo za bolj pravično prihodnost.